# Levi Nelson
Levi Nelson (* 28. April 1988 in Calgary, Alberta) ist ein kanadischer Eishockeyspieler, der seit 2015 bei den Sheffield Steelers in der britischen Elite Ice Hockey League unter Vertrag steht.

## Karriere
Nelson spielte zwischen 2004 und 2008 für die Swift Current Broncos in der kanadischen Juniorenliga Western Hockey League. Am 18. Februar 2004 debütierte der Center in der Begegnung gegen die Prince Albert Raiders in der WHL und erzielte einen Tag später gegen die Lethbridge Hurricanes sein erstes Tor. Nach Abschluss seiner zweiten Spielzeit bei den Broncos wurde Nelson zum teaminternen Rookie of the Year gewählt, nachdem er die reguläre Saison mit einer Bilanz von 38 Scorerpunkten in 63 Partien beendet hatte. In der Saison 2006/07 etablierte sich der Angreifer endgültig im Kader der Swift Current Broncos unter Cheftrainer Dean Chynoweth und beendete seine dritte Saison in der Western Hockey League erstmals als bester Scorer des Teams. Noch in der derselben Spielzeit lief Nelson außerdem erstmals für die Providence Bruins in der American Hockey League aufs Eis, nachdem er im NHL Entry Draft 2006 von den Boston Bruins in der sechsten Runde an 158. Stelle ausgewählt worden war. Im April 2008 unterzeichnete Nelson einen dreijährigen Einstiegsvertrag bei den Boston Bruins.
Vor Beginn der Saison 2008/09 schaffte er den endgültigen Sprung in den Kader des Farmteams, den Providence Bruins aus der American Hockey League. In der Spielzeit 2009/10 kam er verletzungsbedingt nur zu 44 Einsätzen, erreichte aber mit 13 Punkten seine bis dato beste Punkteausbeute in der AHL. Im Dezember 2010 wurde der Center von den Boston Bruins im Austausch für Juraj Šimek zu den Tampa Bay Lightning transferiert. Die Saison 2010/11 beendete Nelson bei den Norfolk Admirals, die mit den Tampa Bay Lightning in einer Kooperation standen. Im Juli 2011 wechselte Nelson für eine Saison in die 2. Eishockey-Bundesliga zum ESV Kaufbeuren.
Nach einem kurzen Zwischenspiel in der ECHL wechselte er im Januar 2013 zu den Grizzly Adams Wolfsburg, wo er für das letzte Saison-Viertel beim Kampf um die Pre-Playoff-Plätze den entscheidenden Vorteil bringen sollte. Gleich in seinem ersten DEL-Spiel am 1. Februar 2012 gegen die Straubing Tigers konnte er seinen ersten Treffer markieren. In der Folge erbrachte Nelson allerdings nicht die von ihm geforderte Leistung, sodass sein Vertrag am Saisonende nicht verlängert wurde. Im Sommer 2013 folgte der Wechsel in die italienische Elite.A, wo er bei Ritten Sport unterschrieb. Nachdem er mit den Südtirolern 2014 sowohl die italienische Meisterschaft als auch den Pokalwettbewerb gewinnen konnte, kehrte nach Nordamerika zurück, wo er für die Idaho Steelheads ein Jahr in der ECHL spielte. Anschließend schloss er sich den Sheffield Steelers an, mit denen er 2016 die Hauptrunde der Elite Ice Hockey League und damit den britischen Meistertitel gewann. Im Folgejahr reichte es zwar nur zu Platz drei der EIHL-Vorrunde, er konnte mit den Steelers dann aber durch einen 6:5-Erfolg im Finale gegen Hauptrundensieger Cardiff Devils die Playoffs gewinnen, wobei er in der zweiten Verlängerung den entscheidenden Siegtreffer markierte.

### International
Nelson vertrat sein Heimatland bei der U18-Junioren-Weltmeisterschaft 2006. In sieben Spielen blieb er punktlos und erhielt zwölf Strafminuten. Das kanadische Team belegte am Turnierende den vierten Rang.

## Erfolge und Auszeichnungen
- 2014 Italienischer Meister und Pokalsieger mit Ritten Sport
- 2016 Gewinn der Elite Ice Hockey League und damit britischer Meister mit den Sheffield Steelers
- 2017 Playoff-Sieger der Elite Ice Hockey League mit den Sheffield Steelers

## Karrierestatistik

### International
Vertrat Kanada bei:
- U18-Junioren-Weltmeisterschaft 2006

(Legende zur Spielerstatistik: Sp oder GP = absolvierte Spiele; T oder G = erzielte Tore; V oder A = erzielte Assists; Pkt oder Pts = erzielte Scorerpunkte; SM oder PIM = erhaltene Strafminuten; +/− = Plus/Minus-Bilanz; PP = erzielte Überzahltore; SH = erzielte Unterzahltore; GW = erzielte Siegtore; 1 Play-downs/Relegation; Kursiv: Statistik nicht vollständig)